# Pays-Bas au Concours Eurovision de la chanson 1959
Les Pays-Bas ont participé au Concours Eurovision de la chanson 1959 à Cannes, en France. C'est la 4e participation des Pays-Bas ainsi que leur deuxième victoire au Concours Eurovision de la chanson.
Le pays est représenté par Teddy Scholten et la chanson 'n Beetje sélectionnées au moyen d'une finale nationale organisée par la Nederlandse Televisie Stichting (NTS).

## Sélection

### Nationaal Songfestival 1959
La Nederlandse Televisie Stichting (NTS) organise la finale nationale Nationaal Songfestival 1959 pour sélectionner l'artiste et la chanson qui représenteront les Pays-Bas au Concours Eurovision de la chanson 1959.
La finale nationale, présentée par Karin Kraaykamp (nl), s'est tenue le 17 février 1959 aux studios de l'AVRO à Hilversum. Huit chansons ont fait partie de cette finale nationale avec sept chanteurs participants différents. Chaque chanson a été interprétée deux fois, chacune par un ou deux artistes différents.

#### Finale
| Ordre | 1er(s) interprète(s)       | 2e(s) interprète(s)                  | Chanson               | Traduction                | Points | Place |
| ----- | -------------------------- | ------------------------------------ | --------------------- | ------------------------- | ------ | ----- |
| 1     | Corry Brokken et Bruce Low | Greetje Kauffeld et John de Mol (nl) | Mijn hart en ik       | Mon cœur et moi           | 103    | 3     |
| 2     | Greetje Kauffeld           | Dick Doorn                           | Als ik denk aan geluk | Quand je pense au bonheur | 27     | 7     |
| 3     | Tonny van Hulst            | Corry Brokken                        | Kleine zilv'ren ster  | Petite Étoile en argent   | 27     | 7     |
| 4     | John de Mol (nl)           | Greetje Kauffeld                     | Op het plein          | Sur la place              | 28     | 6     |
| 5     | Corry Brokken              | Bruce Low                            | Iedere dag met jou    | Chaque jour avec toi      | 90     | 4     |
| 6     | Dick Doorn                 | Teddy Scholten                       | De regen              | La Pluie                  | 154    | 2     |
| 7     | Bruce Low                  | Tonny van Hulst                      | Angelina              | -                         | 53     | 5     |
| 8     | Teddy Scholten             | John de Mol (nl)                     | 'n Beetje             | Un petit peu              | 235    | 1     |

## À l'Eurovision
Chaque pays avait un jury de dix personnes. Chaque membre du jury pouvait donner un point à sa chanson préférée.

### Points attribués par les Pays-Bas
| 5 points | Royaume-Uni       |
| 3 points | Suède             |
| 1 point  | Belgique Danemark |

### Points attribués aux Pays-Bas
| 10 points | 9 points | 8 points              | 7 points    | 6 points               |
| --------- | -------- | --------------------- | ----------- | ---------------------- |
|           |          |                       | - Italie    |                        |
| 5 points  | 4 points | 3 points              | 2 points    | 1 point                |
|           | - France | - Autriche - Belgique | - Allemagne | - Monaco - Royaume-Uni |

Teddy Scholten interprète 'n Beetje en 5e position lors du concours suivant Monaco et précédant l'Allemagne. Au terme du vote final, les Pays-Bas terminent 1ers sur 11 pays participants, après avoir reçu 21 points.